# Бейкерсфілд
Бейкерсфілд (англ. Bakersfield; українською «Пекареве поле») — місто (англ. city) в США, в окрузі Керн штату Каліфорнія. Населення — 403 455 осіб (2020).
Місто лежить за 160 км на північ від Лос-Анджелеса і за 480 км на південь від Сакраменто.
Господарство зосереджується на сільському господарстві, нафтовидобуванні, металургії й промисловому виробництві.
Населення міста значно зросло за рахунок анексії забудованих земель: у 1980 році налічувалося 105 тис. осіб, а в 2009 році — 333 тис. осіб. До 2020 року за офіційними даними агломерація Бейкерфілда перетне позначку в 1 млн мешканців.

## Історія

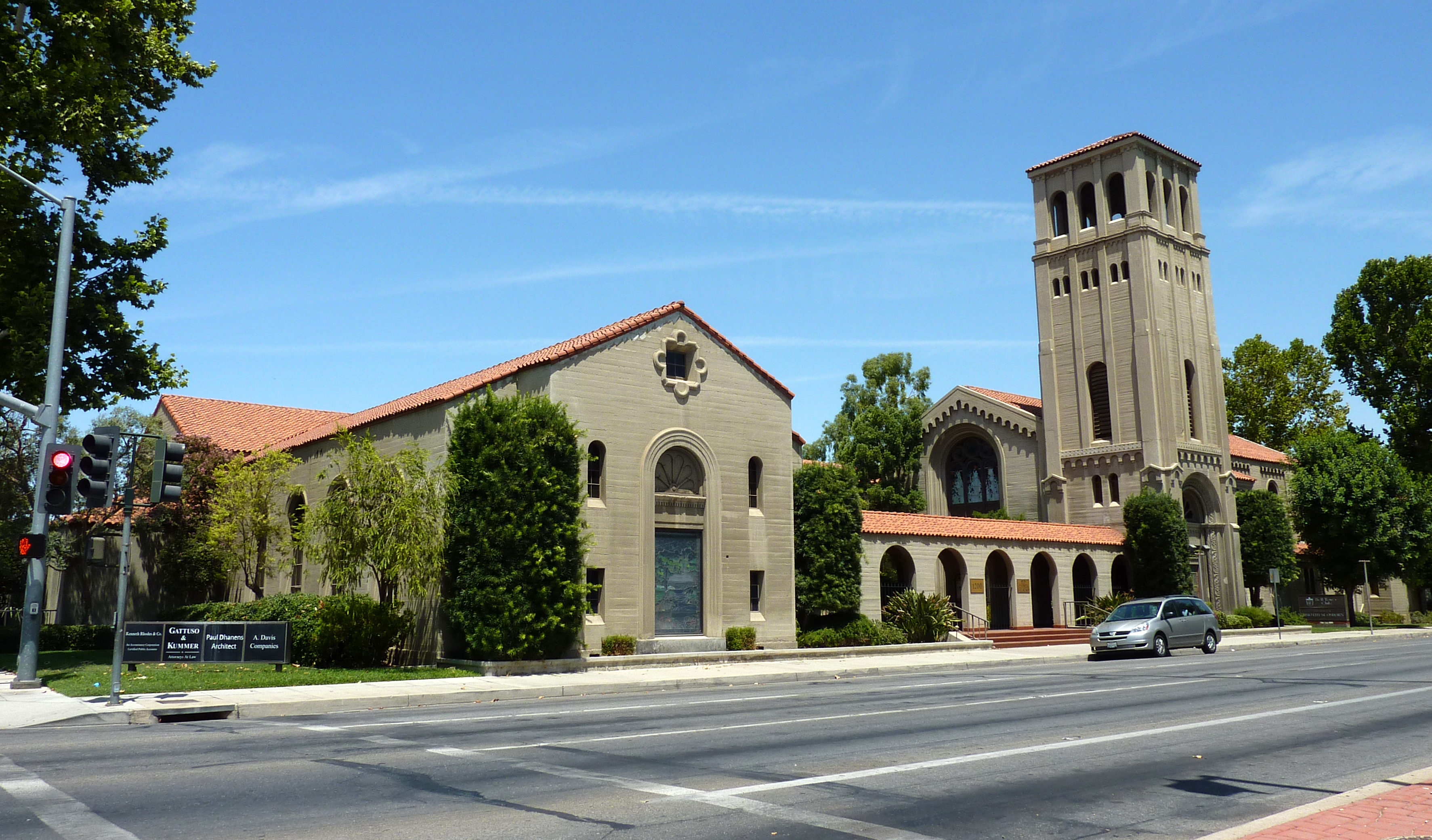
Будівля 1-ї баптиської церкви — одна з небагатьох історичних пам'яток, що пережили землетрус 1952 року.

Археологічні дослідження вказують на людські поселення 8 тисяч років тому. Перед іспанцями тут мешкали аборігени йокути. Іспанський місіонер Франциско Гарсес відвідав місцевість 1776 року. З відкриттям 1848 року золота у Каліфорнії новоприбулі колоністи змусили йокутів через несправедливі вимоги міліції й наступні 14 нератіфікованих угод залишити їх землі до 1854 року. Золото було знайдено у Кернській долині 1851 року, а нафта — 1865 року.
Місто утворене 1869 року за полковником Томасом Бейкером. До 1869 року місто називалося Керн-Айланд й було положене на березі річки Керн. Найбільший землетрус стався 21 липня 1952 року з силою у 7,3 бали за Ріхтером. Проте найруйнівним землетрусом був 22 серпня 1952 року у 5,8 бали за Ріхтером з епіцентром під центром міста з втратами 4 життів й багатьох історичних будівель.

## Географія

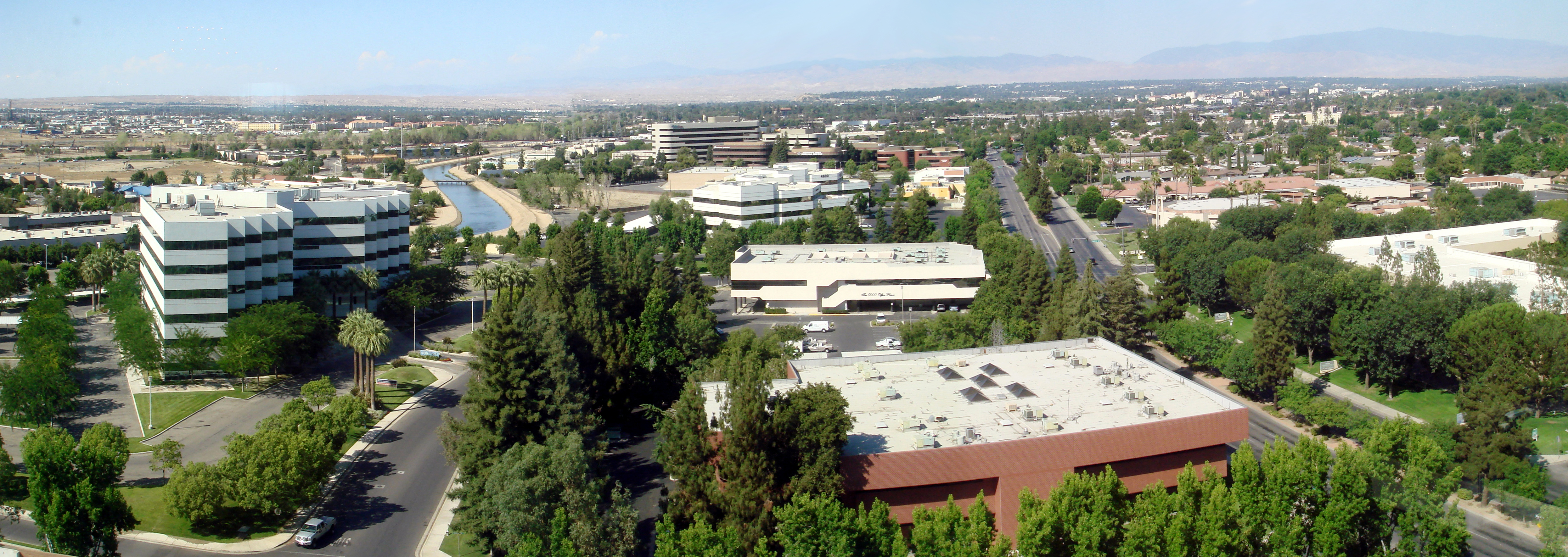
Центр міста

Бейкерсфілд розташований на півдні Каліфорнійської долини (у долині річки Керн) за координатами 35°19′16″ пн. ш. 119°1′6″ зх. д. / 35.32111° пн. ш. 119.01833° зх. д. (35.321213, -119.018291).  За даними Бюро перепису населення США в 2010 році місто мало площу 371,95 км², з яких 368,20 км² — суходіл та 3,74 км² — водойми. В 2017 році площа становила 391,55 км², з яких 387,74 км² — суходіл та 3,81 км² — водойми.
Місто лежить на підступах до гір Сьєрра-Невада (на сході) й Тіхачапі (на півдні). На заході Темблор хребет.

### Клімат
Середньодобова температура липня +29 °C й січня — +9 °C. Опадів щорічно 145 мм з 37 дощовими днями. Восени й взимку вранці місто вкривається Тюлі туманом.
У Бейкерсфілді знаходить Бейкерсфілдське містечко Каліфорнійського державного університету з 7700 студентами.
Місто додано у список американських міст з найбільш забрудненим повітрям
| Клімат : Бейкерсфілд                  | Клімат : Бейкерсфілд | Клімат : Бейкерсфілд | Клімат : Бейкерсфілд | Клімат : Бейкерсфілд | Клімат : Бейкерсфілд | Клімат : Бейкерсфілд | Клімат : Бейкерсфілд | Клімат : Бейкерсфілд | Клімат : Бейкерсфілд | Клімат : Бейкерсфілд | Клімат : Бейкерсфілд | Клімат : Бейкерсфілд | Клімат : Бейкерсфілд |
| Показник                              | Січ.                 | Лют.                 | Бер.                 | Квіт.                | Трав.                | Черв.                | Лип.                 | Серп.                | Вер.                 | Жовт.                | Лист.                | Груд.                | Рік                  |
| Абсолютний максимум, °C               | 27,8                 | 31,1                 | 34,4                 | 38,3                 | 43,3                 | 45,6                 | 47,8                 | 47,2                 | 44,4                 | 40,0                 | 35,0                 | 30,6                 | 47,8                 |
| Середній максимум, °C                 | 13,4                 | 17,1                 | 20,4                 | 23,9                 | 28,6                 | 32,7                 | 36,2                 | 35,4                 | 32,2                 | 26,3                 | 18,7                 | 13,7                 | 24,9                 |
| Середня температура, °C               | 8,8                  | 11,4                 | 14,2                 | 17,0                 | 21,4                 | 25,3                 | 28,8                 | 28,0                 | 25,0                 | 19,6                 | 12,8                 | 8,8                  | 18,4                 |
| Середній мінімум, °C                  | 4,1                  | 5,8                  | 8,1                  | 10,1                 | 14,2                 | 17,9                 | 21,4                 | 20,6                 | 17,8                 | 12,8                 | 7,0                  | 3,9                  | 11,9                 |
| Абсолютний мінімум, °C                | −11,1                | −6,7                 | −6,7                 | −2,2                 | 1,1                  | 3,3                  | 7,2                  | 6,7                  | −1,1                 | −1,7                 | −5,6                 | −10,6                | −11,1                |
| Норма опадів, мм                      | 29                   | 31                   | 31                   | 13                   | 5                    | 2                    | 0                    | 1                    | 2                    | 8                    | 16                   | 26                   | 164                  |
| Днів з опадами                        | 6,7                  | 7,1                  | 6,5                  | 3,7                  | 1,7                  | ,5                   | ,1                   | ,3                   | 1,0                  | 1,8                  | 3,9                  | 5,9                  | 39,2                 |
| ------------------------------------- | -------------------- | -------------------- | -------------------- | -------------------- | -------------------- | -------------------- | -------------------- | -------------------- | -------------------- | -------------------- | -------------------- | -------------------- | -------------------- |
| Джерело: NOAA (extremes 1893–present) |                      |                      |                      |                      |                      |                      |                      |                      |                      |                      |                      |                      |                      |

## Демографія
Згідно з переписом 2010 року, у місті мешкали 347 483 особи в 111 132 домогосподарствах у складі 83 154 родин. Густота населення становила 934 особи/км².  Було 120725 помешкань (325/км²).
Расовий склад населення:
| - 56,8 % — білих - 8,2 % — чорних або афроамериканців - 6,2 % — азіатів - 1,5 % — корінних американців - 0,1 % — вихідців з тихоокеанських островів - 22,4 % — осіб інших рас |

До двох чи більше рас належало 4,9 %. Частка іспаномовних становила 45,5 % від усіх жителів.
За віковим діапазоном населення розподілялося таким чином: 31,5 % — особи молодші 18 років, 60,1 % — особи у віці 18—64 років, 8,4 % — особи у віці 65 років та старші. Медіана віку мешканця становила 30,0 року. На 100 осіб жіночої статі у місті припадало 96,0 чоловіків;  на 100 жінок у віці від 18 років та старших — 92,5 чоловіків також старших 18 років.
Середній дохід на одне домашнє господарство  становив 74 596 доларів США (медіана — 57 095), а середній дохід на одну сім'ю — 79 813 долари (медіана — 62 272). Медіана доходів становила 49 404 долари для чоловіків та 36 917 доларів для жінок. За межею бідності перебувало 19,8 % осіб, у тому числі 27,2 % дітей у віці до 18 років та 10,0 % осіб у віці 65 років та старших.
Цивільне працевлаштоване населення становило 152 987 осіб. Основні галузі зайнятості: освіта, охорона здоров'я та соціальна допомога — 22,6 %, роздрібна торгівля — 12,0 %, сільське господарство, лісництво, риболовля — 10,5 %, мистецтво, розваги та відпочинок — 9,3 %.

## Відомі особистості
В поселенні народився:
- Лоуренс Тіббетт (1896—1960) — американський оперний співак (баритон), музикант, актор і радіоведучий
- Кевін Маккарті (* 1965) — американський політик.